# Sư Vãi Bán Khoai
Sư Vãi Bán Khoai (? - ?), không rõ họ tên và thân thế. Mặc dù vậy, căn cứ vào cách thức hành đạo và sấm giảng của ông, mà nhiều tín đồ theo đạo Bửu Sơn Kỳ Hương, Tứ Ân Hiếu Nghĩa, Phật giáo Hòa Hảo đều tin rằng ông chính là kiếp thứ 4 của Phật Thầy Tây An, sau khi vị giáo chủ này đã chuyển kiếp làm Phật Trùm, làm Đức Bổn Sư, để tiếp tục công việc giáo hóa người đời ở đồng bằng sông Cửu Long, Việt Nam.

## Chuyện kể
Tóm lược lời kể của GS. Nguyễn Văn Hầu:
Vào khoảng năm Tân Sửu (1901) và Nhâm Dần (1902), có một người đàn ông có hình dạng nhỏ bé ốm yếu như người đàn bà, trước ngực thường mang một cái yếm, xa trông giống hệt như một cô vãi, đi bán khoai ở vùng Bảy Núi và kênh Vĩnh Tế để tùy cơ khuyến thiện người đời. Lại nữa, ông trị bệnh cứu đời hay dùng vải áo, vải khăn của mình mà cho, nhân thế người ta đặt cho ông cái biệt danh là Sư Vãi hay Sư Vãi Bán Khoai...
Ngoài tài chữa bệnh, ông còn giỏi võ nghệ. Như lúc ở Vĩnh Thông (Châu Đốc, An Giang), một hôm ông đang đi chặt bàng để dệt đệm, bỗng nghe có tiếng người lẫn tiếng cọp vang rần ở gần đó. Ông cầm mác chạy lại thì thấy ông Mạnh, người cùng xóm, đang hỗn chiến với cọp. Tức thì, ông nhảy đến tiếp tay và giết được mãnh thú. 
Sư Vãi Bán Khoai có đến Cù lao Ông Chưởng (Chợ Mới, An Giang) một lần, và sau đó trở về núi Cấm. Ông vân du dạy đời như thế khoảng hai năm (1901-1902), rồi mất dạng.

## Sấm giảng người đời
Sư Vãi Bán Khoai, cũng theo giáo sư Hầu, có để lại một bổn "Sấm giảng người đời" (11 quyển, làm theo thể thơ lục bát) với mục đích dạy người làm lành lánh dữ và trung nghĩa với Tổ Quốc giang sơn, và đến nay vẫn còn truyền tụng.
Theo lời kể của Huỳnh Phú Sổ, người khai sáng đạo Hòa Hảo, thì việc Sư Vãi Bán Khoai truyền lại quyển sách ấy cũng khá kỳ lạ, đại để như sau:
Năm 1902, một hôm Sư Vãi Bán Khoai mang khoai đến bán cho một người có tiếng là biết tu hiền. Thừa lúc người này đi vào buồng, ông liền đặt quyển Sấm giảng người đời ở dưới khay trầu. Đến khi người kia đọc được, cho người chạy đi tìm thì ông đã kịp khuất xa; và cũng từ đó, không một ai còn trông thấy bóng dáng của ông ở đâu nữa .
Tương tự các lời rao giảng của Phật Thầy Tây An, Đức Bổn Sư (có trước) và của Huỳnh Phú Sổ (có sau), Sấm giảng người đời do Sư Vãi Bán Khoai truyền lại, cũng nhằm phác họa một thế giới Hạ ngươn đầy dẫy những tai ương và chết chóc. Muốn tránh được họa và được đón nhận cảnh sống yên bình, hạnh phúc ở đời Thượng ngươn, thì người đời cần phải dốc lòng tu thân và hành đạo...
Trích: 
| Nào khi Sư Vãi Bán Khoai, Trên kênh Vĩnh Tế, ai ai cũng lầm. Mặt cân tôi chẳng biết cầm, Quê mùa già cả, âm thầm biết chi... ...Ai mà lòng quỷ dạ yêu Tham tiền, thích ác có siêu bao giờ. Sư đà có dạ đợi chờ, Rao cho bá tánh trên bờ dưới sông. Tu hành như buổi chợ đông, Lao xao một thuở, sao không giữ gìn?... ...Bây giờ hưỡn đãi không lo, Đến cơn bát loạn nằm co kêu Trời. | Bất lâu dạy chẳng nghe lời, Để cho ác thú trên trời xuống ăn. Đoái nhìn lửa cháy tứ giăng, Trên non chín động binh chằn kéo ra. Lao xao kẻ khóc ngưới la, Cong lưng mà chạy biết ra ngả nào? Bởi vì thiên hạ hỗn hào, Cho nên Trời khiến ào ào như giông. Kẻ thời chết đói dưới sông, Người thời rắn cắn đầy đồng làng khang. Ở sao chẳng nghĩ xóm làng, Đua nhau rượu thịt, nghinh ngang chơi bời. Sư già giáo huấn hết lời, Để cho bá tánh rõ đời Hạ ngươn..., |

Ngoài việc khuyên đời tỉnh thân thiện niệm, theo giáo sư Hầu, tác giả còn nhắc nhở bổn phận làm người, và gợi lên tấm lòng trung quân ái quốc:
| Niệm Phật thì phải chí tình, Ơn cha nghĩa mẹ giữ mình cân phân. Niệm Phật phải giữ Tứ Ân, Ơn nhà nợ nước xử phân trọn nghì. | Và: Thảo cha ngay chúa xưa nay, Dẫu mà có thác miễu son tạc thờ Xem trong các truyện các thơ, Nịnh thần có thác, miễu thờ ở đâu! |

## Thông tin thêm

Mộ Sư Vãi Bán Khoai (Huỳnh Phú Minh) ở Bến Tre.

Ở Bến Tre có một ngôi đền và mộ của Sư Vãi Bán Khoai.
Nơi đó không có tài liệu nào viết về thân thế và sự nghiệp của vị tu sĩ này, chỉ biết ông tên Huỳnh Phú Minh, pháp danh: Sư Vãi Bán Khoai, sinh năm 1898, mất lúc 21 giờ đêm ngày mùng 10 tháng Hai năm Đinh Dậu (1957), hưởng dương 59 tuổi.
Buổi đầu, an táng ông tại Cầu Móng (thuộc Bến Tre), sau cải táng về xã Hương Mỹ, huyện Mỏ Cày, tỉnh Bến Tre.
Ở đền, có phát không quyển Sấm giảng người đời, trong đó có 11 cuốn (tổng cộng 2.422 câu) và ba bài kệ (tổng cộng 128 câu). Tất cả đều viết theo thể lục bát, có chủ đề tương tự như trên.
Căn cứ lời kể của giáo sư Nguyễn Văn Hầu, Sư Vãi Bán Khoai ở An Giang xuất hiện và giảng đạo trong khoảng năm 1901–1902, thì lúc đó Sư Vãi Bán Khoai ở Bến Tre chỉ mới 3 hoặc 4 tuổi, suy ra hai nhân vật này không thể là một được.